# Eventim Slovenija
Družba Eventim Si d.o.o. vrši prodajo vstopnic na spletni strani podjetja. Največ vstopnic prodajo za glasbene dogodke , kulturne dogodke ter športne dogodke. Vrši še na drugih področjih prodajo vstopnic saj je to njihova primarna dejavnost.
Eventim Si d.o.o. je podružnica podjetja CTS Eventim AG & Co. KGaA iz Bremna Nemčije. Kotira z delnicami na Frankfurtski borzi pod borznim imenom EVD.
Posluje v državah Brazilija, Bulgarija, Danska, Nemčija, Finska, Francija, Velika Britanija, Italija, Izrael, Hrvaška, Nizozemska, Norveška, Avstrija, Poljska, Romunija, Rusija, Švedska, Švica, Slovaška, Slovenija, Španija in Madžarska .